# 伊達慶邦
伊達 慶邦（だて よしくに）は、江戸時代後期から幕末にかけての大名。仙台藩13代藩主。伊達氏29代当主。官位は正四位下・左近衛権中将。

## 経歴
文政8年9月6日（1825年10月17日）、11代藩主・伊達斉義の次男として誕生。母は側室・山本氏。幼名は穣三郎。文政10年（1827年）に父・斉義が死去した際には、穣三郎はまだ幼少であったため、一門の登米伊達家から斉邦が12代藩主に迎えられている。
天保8年（1837年）に、斉邦が姉と婚礼を挙げると同時に、その養嗣子となって諱を寿村（ひさむら）と称した。翌天保9年（1838年）には12代将軍・徳川家慶の偏諱を賜って慶寿（よしひさ）に改名。天保12年（1841年）に斉邦が25歳で死去すると、伊達宗家の家督および仙台藩主を継いで従四位少将に叙任され、陸奥守に任官される。嘉永4年（1851年）に従四位下中将に、安政6年（1859年）には正四位下中将に昇進。また、藩主就任後からまもない天保14年（1843年）には亡き斉邦の一字を取って慶邦に改名している。
19世紀初頭から、仙台藩は幕府から蝦夷地（北海道）の警衛を命じられていた。これは会津藩や庄内藩などの東北諸藩も同じであったが、特に仙台藩の担当範囲は最も広く、択捉島、国後島などの千島列島にまで及び、慶邦の代には全蝦夷地の3分1程度にまで拡大していた。この原野の警衛に要する費用は莫大で、藩財政に重くのしかかり、慶邦は警衛地の一部を仙台藩領に組み込むことを幕府に求め、許されている。
慶応4年（1868年）、戊辰戦争に際して仙台藩は奥羽越列藩同盟の盟主として錦の御旗を掲げる薩長軍と戦ったが敗戦し降伏。仙台藩は全領土を没収され、慶邦は養子の宗敦と共に江戸へ連行され、死一等を減じられて謹慎閉門を申し渡された。同年末、四男の亀三郎（宗基）が、仙台藩28万石に減封された上で、家督相続は許された。
明治7年（1874年）7月12日死去。享年50。駒込の西福寺に葬られた。葬儀はいわゆる神葬祭によって行われたため法号は無し。明治23年（1890年）4月、伊達家の祖廟がある仙台の大年寺山に改葬された。

## 系譜
- 父：伊達斉義（1798-1828）
- 母：恒子 - 山本敬勝の娘（敬勝は出羽久保田藩支藩岩崎藩家臣）
- 叔父：田村顕彰
- 養父：伊達斉邦（1817-1841）
- 正室：近衛備子（文政11年（1828年）8月12日 - 嘉永5年（1852年）1月27日） - 綱姫。近衛忠煕の養女、鷹司政煕の二十四女
- 継室：徳川孝子（天保12年（1841年）2月15日 - 明治2年（1869年）11月17日） - 八代姫。徳川斉昭の九女
- 側室：河上千佐 - 河上仙之助の娘
  - 長女：斐姫（1843-1844） - 早世
  - 次女：婉姫（1845-1846） - 早世
  - 長男：伊達禎丸（1847-1847） - 早世
- 側室：松岡道子 - 於勝の方、松岡時良の娘
  - 次男：伊達宗基（1866-1917） - 亀三郎、14代藩主。伯爵
  - 三男：伊達松五郎（1868-1870） - 早世
  - 四男：伊達邦宗（1870-1923） - 菊重郎、宗基の養子。伯爵
  - 五男：某（1871-1871） - 早世
  - 六男：伊達徳六郎（1873-1873） - 早世
- 側室：天童綱子 - 於藤の方、天童頼益の娘
- 側室：岩間包子
- 養子
  - 男子：伊達茂村（1850-1867） - 庸村、田村通顕。田村邦行の長男。入嗣前は陸奥一関藩9代藩主
  - 男子：伊達宗敦（1852-1911） - 伊予宇和島藩主・伊達宗城の次男

## 主要家臣
文久から元治の頃の江戸武鑑に掲載される家臣や主要役職者は以下のとおり。なお【職名】は江戸武鑑の掲載の職名であり実際の職名と違う場合もある。また、一門や奉行など加判級に項目名が振られていないので、《職名》で補完した。
《一門》
石川大和、伊達藤五郎、伊達上野、伊達安芸、伊達筑前、伊達右近、伊達式部、伊達弾正、伊達主殿、白川七郎、三沢信濃
《奉行など》
片倉小十郎、小梁川出雲、佐々豊前、遠藤文七郎、但木成行、遠藤孫兵衛、大町因幡、大内縫殿、芝多対馬
【年寄】
大町勘解由、亘理伯耆、中村宗三郎、白石直衛、柴田意広、松本要人
【用人】
中目寛之丞、下郡山内紀、石母田勘解由、斉藤典膳、村田松之進、大目立宮内、大條孫三郎、葦名靱負、橋本九八郎（定府）、大塚伊豆、坂英力、氏家秀之進、西大條源四郎、黒澤亀之進、西大立目図書、中地多利之丞、瀬成田求馬、守屋四郎左衛門、岡本清吉、赤地純左衛門、入生田三右衛門
【城使】（全員定府）
大童信太夫、秋保清潔、橋本九太夫